# Wyspy Farallońskie

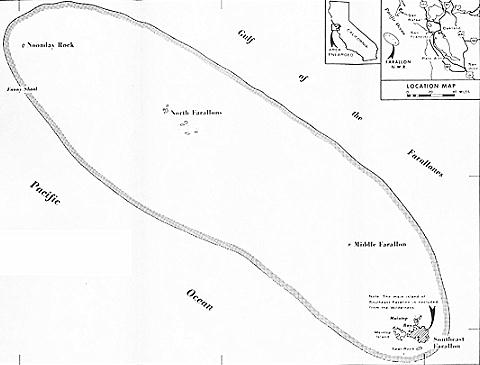
Wyspy Farallońskie z granicą „Farallon Islands National Wildlife Refuge”

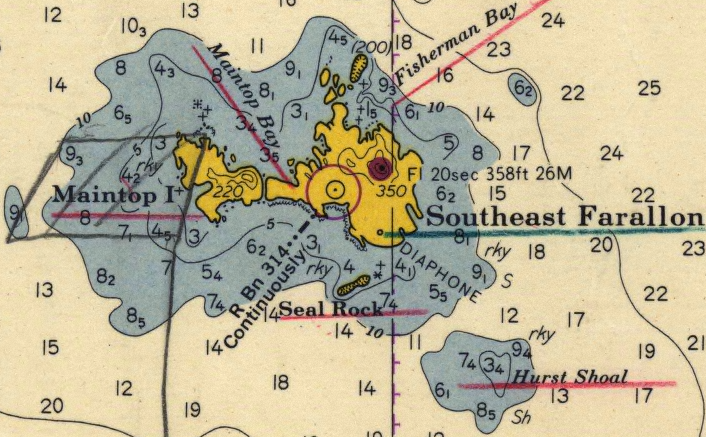
Południowo-wschodnia grupa Wysp Farallońskich z mapy morskiej z roku 1957)

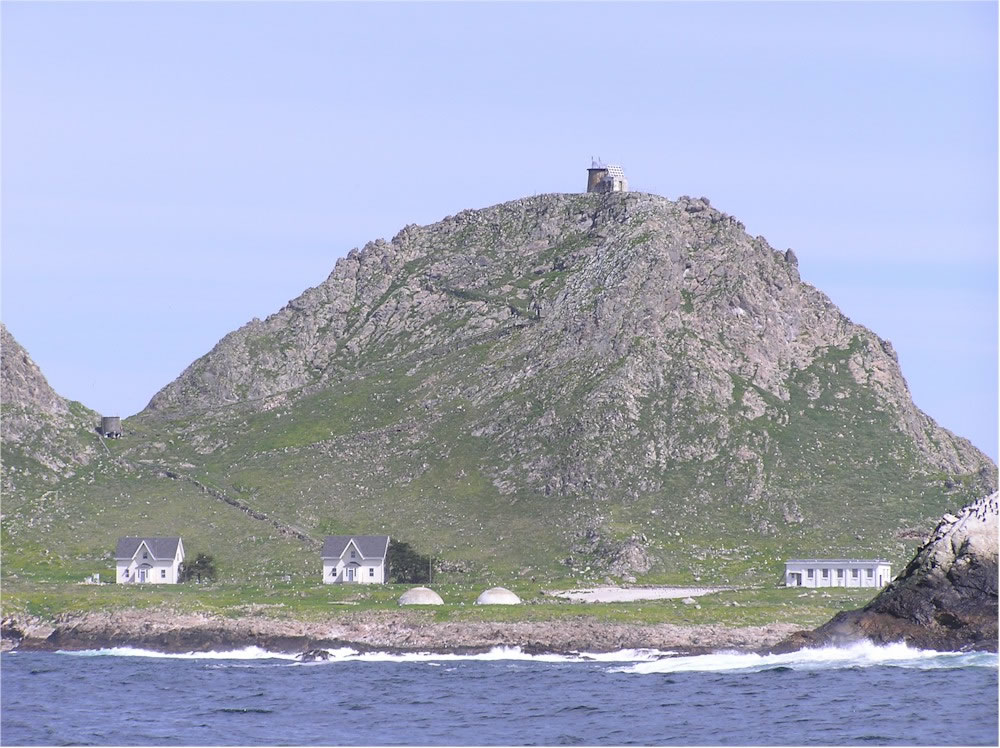
Stacja badawcza na Marine Terrace i latarnia morska powyżej

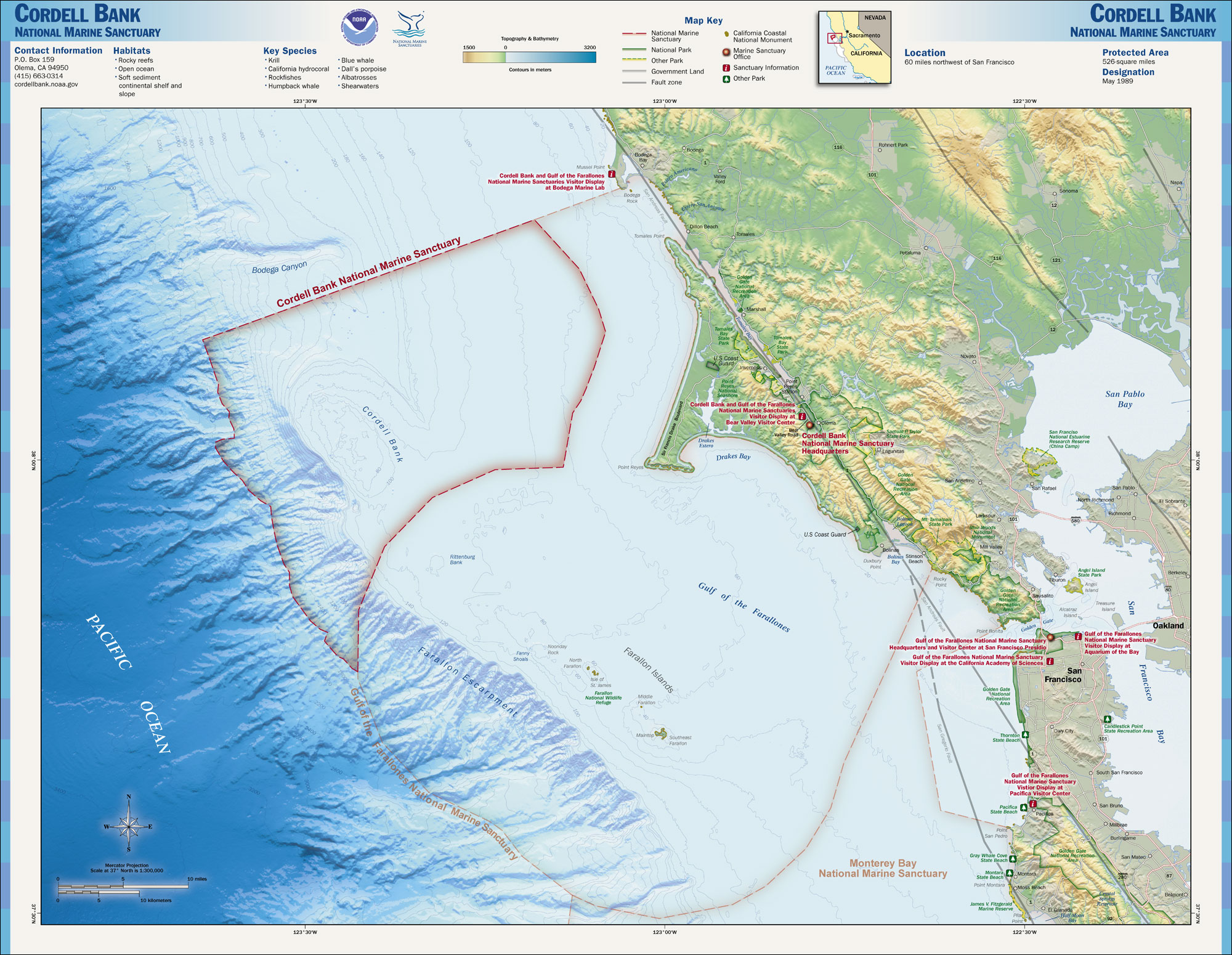
Mapa Wysp Farallońskich i ławic

Wyspy Farallońskie (ang Farallon Islands, lub Farallones) – niewielki skalisty archipelag położony na Pacyfiku niedaleko wybrzeża kalifornijskiego. Wyspy leżą w odległości 27 mil morskich (43 km) od Golden Gate i 20 mil (32 km) na południe od Point Reyes. Przy dobrej pogodzie są widoczne z lądu stałego. W sensie administracyjnym stanowią składową miasta i hrabstwa San Francisco. Jedyną zamieszkałą grupą wysp są Southeast Farallon Islands (SEFI), gdzie znajduje się ośrodek badawczy.

## Geografia
Wyspy Farallońskie to odprysk Płyty Saliniańskiej, rozległego granitowego górotworu kontynentalnego biorącego swe początki w tej samej epoce co pasmo gór Sierra Nevada. Łańcuch wysp rozciąga się od Southeast Farallon Island na odcinku 8 kilometrów w kierunku północno-zachodnim. Całkowita powierzchnia lądowa archipelagu to zaledwie 0,42 km². Wody terytorialne obejmują 247,5 km² obszaru oceanu. W odległej przeszłości ludzie wyprawiali się na wyspy w celu pozyskiwania jaj ptasich i foczych skór, później powstała tu latarnia morska, a wkrótce także stacja radiowa. W roku 1909 wyspy grupy północnej zostały objęte ochroną w ramach Farallon National Wildlife Refuge, w 1969 rozszerzonej o grupę południową, bowiem istnieje na nich największa w Stanach Zjednoczonych (nie licząc Alaski i Hawajów) kolonia ptactwa morskiego.

### Grupa południowa
- Southeast Farallon Island (SEFI) z powierzchnią 0,31 km² (albo 310 406 m²) jest największą wyspą archipelagu i jedyną zamieszkaną. Ma kształt piramidy o wysokości 109 m n.p.m. Na szczycie, tzw. Tower Hill (właściwie szczyt podwójny z wierzchołkami Lighthouse Hill i Little Lighthouse Hill), znajduje się latarnia morska (Farallon Island Light). Nadmorska płaszczyzna na południowym wschodzie wyspy, gdzie mieszczą się zabudowania stacji badawczej, nosi nazwę Marine Terrace. Położona tuż obok plaża Mussel Flat podczas największych przypływów jest zalewana przez fale.
- Seal Rock (albo inaczej Saddle Rock), około 250 m na południe od SEFI, ma rozmiary około 80 na 250 metrów i wysokość 25 metrów n.p.m.
- Maintop Island wznosi się na zachód od SEFI, oddzielona od niej wąskim, nieżeglownym kanałem Jordan, który łączy zatoki Mirounga na południu i Maintop na północy. Jest drugą co do wielkości wyspą archipelagu, a wzniesienie Main Top na jej wschodnim krańcu sięga 68 metrów n.p.m. Formacja skalna Great West Arch znajduje się na zachodnim krańcu wyspy, a Indian Head na południowym.
- The Drunk Uncle Islets (dosłownie Wysepki Pijanego Wujka) to grupa niewielkich skał na północny zachód od Maintop Island.
- Aulone Island i mniejsza Great Arch Rock (Łuk Skalny) znajdują się tuż na północ od SEFI, a obie razem liczą 60 na 120 metrów powierzchni. Rozdziela ne kilkumetrowa szczelina.
- Sugarloaf Island (zwykle tylko Sugarloaf) leży na północny wschód od Great Arch Rock i jest od niej nieco większa z wysokością 25 metrów n.p.m. Aulon Island, Great Arch Rock i Sugarloaf Island, a także północno-wschodnie brzegi SEFI, osłaniają zatokę zwaną Fisherman Bay.
- Sea Lion Rock leży na północny zachód od Aulon Island; średnica około 40 metrów.
- Ławica zwana Hurst Shoal znajduje się około kilometra od południowo-wschodniego cypla SEFI. W najpłytszym miejscu ma 6.2 metra głębokości.

### Grupa środkowa
Middle Farallon Island, położona 3 km na północny zachód od SEFI, to 6-metrowej wysokości czarna skała pokryta warstwą guana; jej średnica wynosi 65 metrów, a powierzchnia 3,362 m². Żeglarze nazywają ją „Krostą” (ang. Pimple).

### Grupa północna
North Farallon Islands, około 7 km dalej na północny zachód, składają się z dwóch gromad nagich urwistych wysepek i skał o średnicy od 28 do 1200 metrów i o łącznej powierzchni 28,270 m²:
- North Farallon Island, 31 metrów wysoka, długa na około 150 metrów, powierzchnia 9,260 m²
- Island of St. James, 47 metrów wysoka, około 125 metrów średnicy, powierzchnia 12,380 m²
- nienazwana skała, około 85 metrów średnicy i 5,640 m² powierzchni
- cztery mniejsze bezimienne skały o średnicy 20 lub mniej metrów
Niektóre z tych skał posiadają jednak nazwy hiszpańskie: Piedra Guadalupe, Peñasco Quebrado lub Farallón Vizcaíno.

### Ławica Fanny
5 km na północny zachód od grupy północnej rozciąga się obszar Fanny Shoal, długa na 3 km ławica o głębokości poniżej 55 metrów. Noonday Rock, położona 5 km dalej na północny zachód skała nie wystaje spod wody, ale podczas największych odpływów jej wierzchołek znajduje się zaledwie 4 metry pod powierzchnią stanowiąc najwyższy punkt Ławicy Fanny. Skałę oznacza świetlna boja. Noonday Rock zawdzięcza swą nazwę kliprowi herbacianemu, który uderzył w nią 1 stycznia 1863 i zatonął w ciągu godziny

## Historia

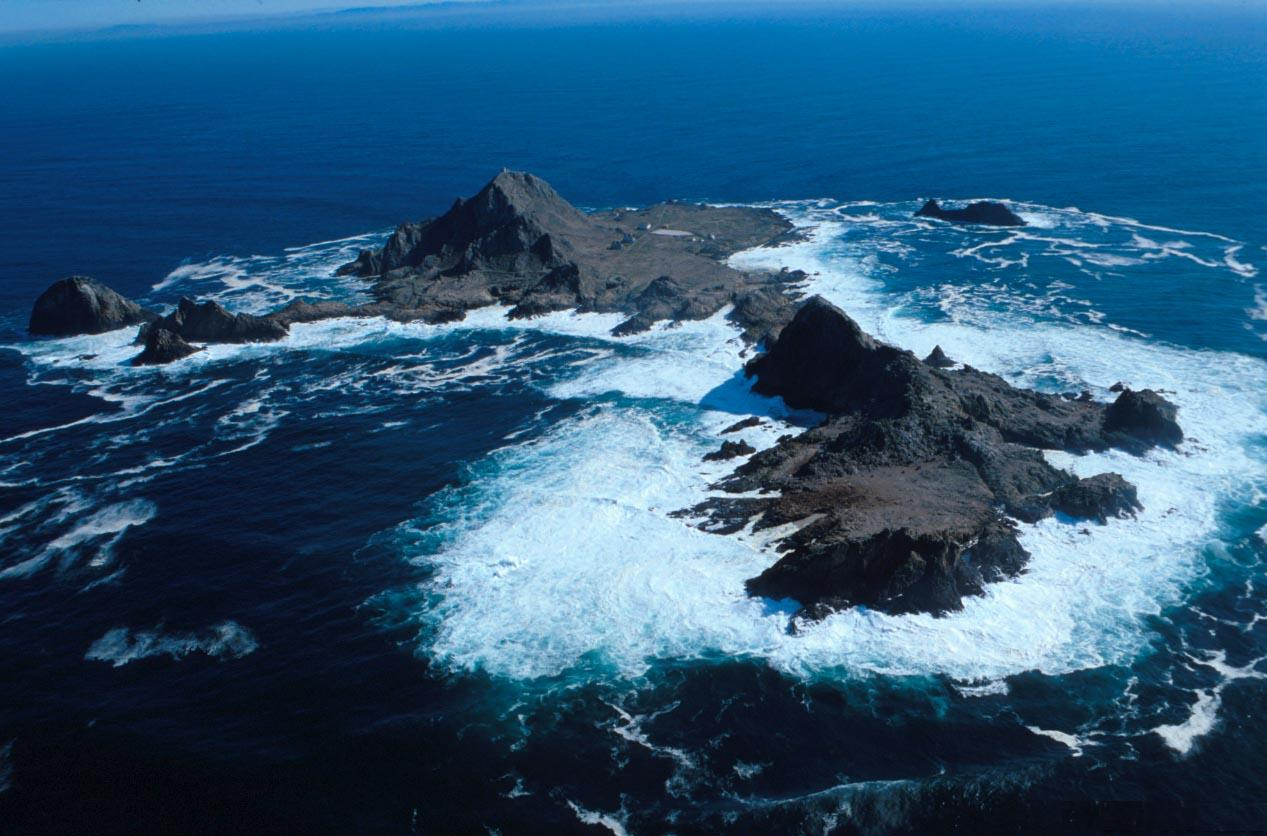
Grupa południowa Wysp Farallońskich od Maintop Island (z prawej)

Wyspy znane były Indianom zamieszkującym okolice Zatoki San Francisco na wiele wieków przed przybyciem białych, ale nie przypuszcza się, by odwiedzali je często. Pierwszym Europejczykiem który opisał te wyspy był angielski korsarz sir Francis Drake, który wylądował tu 24 lipca 1579, z zamiarem zaopatrzenia statku w focze mięso i ptasie jaja. Nazwał je Wyspami Św. Jakuba, ale nazwa ta przetrwała jedynie w postaci nazwy skalistej wysepki grupy północnej. Ostatecznie wyspy otrzymały nazwę „Farallones” (dosłownie Skały), którą nadał im w roku 1603 Sebastián Vizcaíno, hiszpański kartograf i odkrywca.
W ciągu dwóch kolejnych stuleci wyspy były eksploatowane przez łowców fok z Nowej Anglii i z Rosji. Rosjanie w latach 1819–1838 mieli na wyspach swoją bazę, dziesiątkując miejscowe uchatki, których populacja została odnowiona dopiero po objęciu archipelagu ochroną.
Kiedy Alta California została w roku 1848 przekazana przez Meksyk Stanom Zjednoczonym wyspy zostały związane z gwałtownie rozwijającym się miastem San Francisco. Miasto rozwijało się, za czym nie nadążała produkcja rolna. W tej sytuacji ludzie eksploatujący wyspy odpowiadali na zapotrzebowanie sięgające 500,000 jaj miesięcznie, co stało się zarzewiem konfliktów pomiędzy zbieraczami jaj a obsługą latarni morskiej, którą wzniesiono w roku 1853 na SEFI. Konflikt przekształcił się w otwartą wojnę w roku 1863. Starcie pomiędzy dwiema rywalizującymi firmami, znane jako wojna o jaja, zakończyła się śmiercią dwóch ludzi i ostatecznym zakazem zbierania jaj przez firmy z wybrzeża, aczkolwiek latarnicy nadal dostarczali jaja na rynek San Francisco. Ten proceder, wraz z wyciekiem ropy na liniach żeglugowych w pobliżu wysp spowodował, że w roku 1909 prezydent Theodore Roosevelt podpisał ustawę nr. 1043 tworzącą rezerwat Wysp Farallońskich, a w istocie ich grupę północną. Ochrona została rozszerzona w roku 1969 kiedy to cały łańcuch stał się National Wildlife Refuge.

## Odpady nuklearne

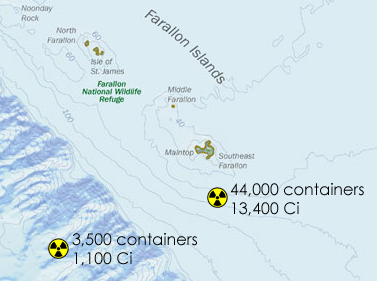
Mapa ukazująca miejsca zatopienia odpadów

W latach 1946–1970 wody w okolicach Wysp Farallońskich były wykorzystywane do zatapiania odpadów nuklearnych przez Atomic Energy Commission w miejscach zwanych Farallon Island Nuclear Waste Dump. Większość z tych akcji przeprowadzono przed rokiem 1960 (w 1970 zakończono w USA topienie i zakopywanie odpadów nuklearnych). Według raportu Environmental Protection Agency (EPA) z roku 1980 około 47,500 pojemników, 55-galonowych stalowych beczek, zostało zatopionych w okolicach Wysp Farallońskich, a ich przewidywalna radioaktywność może wynosić 14,500 Ci. Wszystkie oprócz 3500 beczek zostały zatopione w miejscu oznakowanym jako 37°37′N 123°17′W/37,616667 -123,283333; pozostałe spoczęły w miejscu 37°38′N 123°08′W/37,633333 -123,133333. Główną organizacją rządową odpowiedzialną za zatapianie odpadów nuklearnych w tym miejscu była Naval Radiological Defense Laboratory z San Francisco, która miała za zadanie dokonać dekontaminacji okrętów użytych jako cele w czasie operacji Crossroads w roku 1946. Silnie napromieniowany lotniskowiec USS "Independence", po czterech latach przetrzymywania w gęsto zamieszkałym rejonie San Francisco, „został odholowany w morze i zatopiony” w tym samym przypuszczalnie miejscu. Zgodnie z United States Geological Survey, „lokalizacja pojemników i ich zagrożenie dla środowiska są nieznane”. Raport EPA z roku 1980 stwierdzał, że próba wydobycia pojemników może stać się znacznie bardziej niebezpieczna niż pozostawienie ich na dnie morza.